# 什么是所有权？
《什么是所有权?》（法語：Qu'est-ce que la propriété ? ou Recherche sur le principe du Droit et du Gouvernment）是法国无政府主义者互惠共生论经济学家皮埃爾-約瑟夫·普魯東的著名作品，首次出版于1840年。在本书中，普魯東提出了他的著名论断：“财产就是盗窃”。